# ГЕС-ГАЕС Лімберг
ГЕС-ГАЕС Лімберг (Капрун Верхня) — гідроелектростанція в Австрії в провінції Зальбург, споруджена у складі гідровузла Капрун (використовує водні ресурси центральної частини хребта Високий Тауерн).
На початку 1950-х років на Kapruner Ache (правій притоці річки Зальцах, яка через Інн відноситься до басейну Дунаю) спорудили два водосховища, що стали основою гідровузла Капрун:
- верхнє Mooserboden із площею поверхні 0,6 км2 та об'ємом 84,9 млн м3, утворене двома греблями — арковою висотою 112 метрів та довжиною 357 метрів і гравітаційною висотою 107 метрів та довжиною 494 метри. Окрім прямого стоку, сховище поповнюється за рахунок перекидання води з двох невеликих приток Kapruner Ache — Ebmattenbach та Wielingerbach. Проте значно масштабнішою є дериваційна система для постачання ресурсу з протилежного, південного схилу хребта Високий Тауерн. Вона включає насосну станцію потужністю 13,2 МВт, тунель довжиною 11,6 км та водосховище Margaritze об'ємом 3,2 млн м3, створене у верхів'ї річки Мьолль (ліва притока Драви). Останнє також поповнюється за допомогою деривації із правої притоки Мьолля Leiterbach, а на шляху згаданого тунелю до нього надходить вода зі струмка Kaferbach. Можливо відзначити, що важливим джерелом ресурсу для Mooserboden є льодовик Pasterzengletscher, розташований на найвищій вершині Австрії Гроссглокнер;
- нижнє Wasserfallboden із площею поверхні 0,8 км2 та об'ємом 81,2 млн м3, утворене арковою греблею висотою 120 метрів та довжиною 357 метрів.
Біля останнього розміщено машинний зал станції Лімберг, введеної в експлуатацію у 1955 році. Від Mooserboden до нього веде дериваційний тунель довжиною 4,3 км, що переходить у напірний водовід довжиною 0,8 км. Така схема створює середній напір у 365 метрів. Зал обладнано двома турбінами типу Френсіс загальною потужністю 112 МВт та двома насосами загальною потужністю 130 МВт, кожен із яких здатен забезпечити максимальний підйом у 420 метрів із показником 13,2 м3/с. Насоси дозволяють станції працювати в режимі гідроакумуляції, при цьому Mooserboden та Wasserfallboden виконують роль верхнього та нижнього резервуарів.
Зв'язок з енергосистемою забезпечує ЛЕП, що працює під напругою 110 кВ.
Також можна відзначити, що із нижнього резервуару вода подається на ГЕС Капрун Головна, а у 2011 році введена в експлуатацію станція Лімберг ІІ, яка використовує ті ж водосховища, що і ГЕС Лімберг.